# Ivan Kula
Ivan Kula (cyr. Иван Кула) – wieś w Serbii, w okręgu toplickim, w gminie Kuršumlija. W 2011 roku liczyła 23 mieszkańców.